# Teatro de Segesta
El Teatro de Segesta fue un antiguo teatro griego en la ciudad de Segesta, Sicilia, Italia. Sus ruinas se encuentran en la cima de la acrópolis de Segesta, en la actual Calatafimi Segesta.
Estaba situado en la esquina noreste de la acrópolis. Está datado en el período helenístico, entre mediados y mediados del año 200 a. C., pero es posible que ya existiera un predecesor en el lugar a finales del año 300 a. C. El edificio tenía una cávea semicircular de 63 m. Estaba orientado al norte y tenía vistas al mar Tirreno. Tenía 29 filas de asientos y capacidad para unas 4000 personas. Escaleras verticales dividían la tribuna en siete sectores, mientras que un pasillo transversal de diazomata la dividía en secciones inferior y superior. Las 21 filas inferiores de asientos se han conservado, pero las filas superiores por encima del diazomata han desaparecido.
A los lados de la skené  (edificio escénico) del teatro había edificios laterales con los paraskenias. Estaban decorados con estatuas de Pan de telamón. El cávea estaba flanqueada por un muro de contención curvo.
El teatro se utiliza actualmente para representaciones durante la temporada de verano.

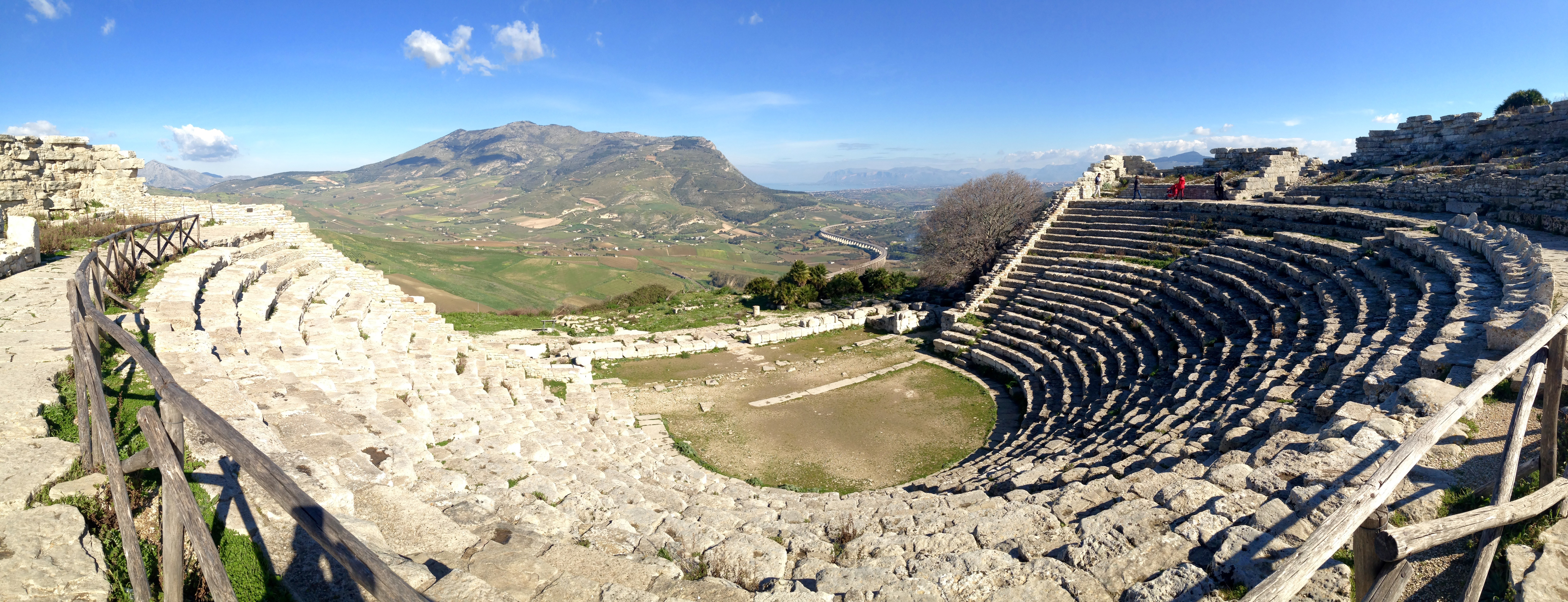
Panorámica del teatro.